# Matrimonio igualitario en Morelos
El matrimonio entre personas del mismo sexo es legal en Morelos desde el 5 de julio de 2016. Un proyecto de ley para enmendar la Constitución del Estado para legalizar el matrimonio entre personas del mismo sexo en Morelos fue aprobado por el Congreso el 18 de mayo de 2016 por 20 votos contra 6, y fue ratificado por una mayoría de los 33 municipios del estado, siendo confirmada el 27 de junio de 2016. La ley fue publicada en el Diario Oficial del Estado el 4 de julio de 2016 y entró en vigor al día siguiente.

## Historia jurídica

### Antecedentes
Los proyectos de ley para legalizar el matrimonio entre personas del mismo sexo y la adopción por parejas del mismo sexo en Morelos fueron propuestos por primera vez por el Partido del Trabajo (PT) en enero de 2010. La propuesta encontró la oposición del conservador Partido Acción Nacional (PAN) y fue rechazada en febrero de 2010. Una propuesta posterior también fue rechazada en marzo de 2013. El Partido de la Revolución Democrática (PRD) anunció en julio de 2014 que en septiembre del mismo año se votaría una medida para legalizar el matrimonio entre personas del mismo sexo. El 19 de septiembre de 2014, organizaciones de la sociedad civil, entre ellas la Marcha de la Diversidad Sexual en Morelos inició proceso de juicio político contra miembros de la Comisión de Asuntos Constitucionales por incumplimiento del artículo 54 del Reglamento Interno del Congreso. El procedimiento de juicio político indicó que el proyecto de ley sobre matrimonio entre personas del mismo sexo había estado en el comité durante 20 meses, pero el comité está legalmente obligado a presentar sus recomendaciones sobre los proyectos de ley al Congreso dentro de los 60 días.
El 28 de agosto de 2013, una pareja del mismo sexo, José Ricardo Almanza Luna y Heriberto Álvarez López, interpuso un recurso de amparo ante los tribunales solicitando el derecho a contraer matrimonio. El amparo fue concedido por un juez del Segundo Juzgado de Distrito en enero de 2014, quien ordenó al registro civil de Xochitepec tramitar la solicitud de matrimonio. La pareja se casó el 17 de mayo de 2014. En enero de 2014, otra pareja del mismo sexo inició el proceso y en julio se le concedió un amparo para casarse. Se interpuso un recurso de apelación, pero tras perder el recurso, el registrador realizó la ceremonia matrimonial en la localidad de Ciudad Ayala el 6 de septiembre de 2014. Márquez Edgar Ortega, director de Atención a la Diversidad Sexual, anunció en la boda que se solicitarían seis amparos más en Morelos. El 29 de octubre de 2014, a una pareja de lesbianas de Cuernavaca se le concedió el derecho de divorcio, luego de que un tribunal reconociera su matrimonio.
La Suprema Corte de México dictaminó el 12 de junio de 2015 que las prohibiciones estatales del matrimonio entre personas del mismo sexo son inconstitucionales en todo el país según los artículos 1 y 4 de la Constitución de México. El fallo del tribunal se considera una "tesis jurisprudencial" y no invalida las leyes estatales, lo que significa que las parejas del mismo sexo a las que se les niega el derecho a casarse aún tendrían que buscar amparos individuales en los tribunales. El fallo estandarizó los procedimientos para que jueces y tribunales de todo México aprueben todas las solicitudes de matrimonios entre personas del mismo sexo e hizo que la aprobación fuera obligatoria.

### Reforma constitucional
El 27 de julio de 2015, el gobernador Graco Ramírez presentó al Congreso una legislación para legalizar los matrimonios entre personas del mismo sexo. La propuesta del gobernador Ramírez fue reformar el artículo 120 de la Constitución de Morelos y los artículos 22, 65 y 68 del Código de Familia para adecuarlos a la jurisprudencia emitida por la Suprema Corte de Justicia de la Nación el 12 de junio de 2015, cuando dictaminó que las prohibiciones al matrimonio entre personas del mismo sexo son inconstitucionales en todo el país.
El 18 de mayo de 2016, el Congreso de Morelos votó 20 a 6 para aprobar el cambio constitucional para legalizar el matrimonio entre personas del mismo sexo. El detalle de la votación fue el siguiente:
| Partido político                     | Miembros | Sí | No | Abstención | Ausentes |
| ------------------------------------ | -------- | -- | -- | ---------- | -------- |
| Partido de la Revolución Democrática | 8        | 8  |    |            |          |
| Partido Revolucionario Institucional | 6        | 4  |    |            | 2        |
| Partido Acción Nacional              | 5        |    | 5  |            |          |
| Partido Nueva Alianza                | 3        | 2  |    |            | 1        |
| Partido Verde Ecologista de México   | 2        | 1  |    |            | 1        |
| Partido del Trabajo                  | 1        | 1  |    |            |          |
| Movimiento Ciudadano                 | 1        | 1  |    |            |          |
| Movimiento de Regeneración Nacional  | 1        | 1  |    |            |          |
| Partido Social Demócrata             | 1        | 1  |    |            |          |
| Partido Encuentro Social             | 1        |    | 1  |            |          |
| Partido Humanista                    | 1        | 1  |    |            |          |
| Total                                | 30       | 20 | 6  | 0          | 4        |

Mapa que muestra cómo votó cada municipio sobre la enmienda constitucional de 2016
Sí
No
Abstención (validado como "Sí")

El gobernador Ramírez saludó la aprobación del proyecto de ley. Se requería la ratificación de al menos 17 de los 33 municipios del estado para que la enmienda constitucional entrara en vigor. Los municipios tenían hasta el 25 de junio de 2016 para actuar sobre el cambio constitucional. Si no actuaban antes de esa fecha, se consideraba que habían dado su consentimiento a la enmienda (el llamado "asentimiento constructivo", afirmativa ficta). Al final del proceso, un total de 17 municipios habían ratificado el cambio constitucional y 15 habían votado en contra de la ratificación, mientras que a un municipio se le concedió una semana extra, aunque la clara mayoría a favor significaba que el matrimonio entre personas del mismo sexo sería legal en el estado. Los municipios que votaron a favor de la reforma fueron Cuautla, Emiliano Zapata, Huitzilac, Jantetelco, Jiutepec, Puente de Ixtla, Temixco, Tetecala, Tlaquiltenango, Totolapan, Yautepec y Yecapixtla. Asimismo, los municipios de Axochiapan, Cuernavaca, Mazatepec, Tepalcingo y Tlayacapan no votaron, por lo que se consideró que habían asentido a la reforma. Los municipios restantes votaron en contra del cambio. La ley fue promulgada y publicada en el diario oficial del estado el 4 de julio de 2016 y entró en vigor al día siguiente. La agencia estatal de adopción aclaró que la ley permite que parejas del mismo sexo adopten de forma conjunta; el proceso de adopción está abierto a todos los cónyuges en Morelos.
El 29 de agosto de 2016, 17 municipios presentaron un recurso de inconstitucionalidad ante la Suprema Corte de Justicia de la Nación para revertir la reforma del matrimonio entre personas del mismo sexo. Sostuvieron que el Congreso de Morelos había "actuado ilegalmente" al validar la reforma. Los funcionarios de dos municipios (Mazatepec y Tepalcingo) dijeron que su voto fue considerado un "asentimiento constructivo", a pesar de que, según informes, habían votado en contra. La Suprema Corte desestimó la impugnación el 8 de septiembre de 2016. El artículo 120 de la Constitución de Morelos ahora dice:

El matrimonio es la unión voluntaria de dos personas, con igualdad de derechos y obligaciones, con el propósito de desarrollar una comunidad de vida y ayudarse mutuamente.

## Estadísticas
La siguiente tabla muestra el número de matrimonios entre personas del mismo sexo realizados en Morelos desde su legalización en 2016 según lo reportado por el Instituto Nacional de Estadística y Geografía.
| Año  | Mismo sexo | Mismo sexo | Mismo sexo | Distinto sexo | Total | % mismo sexo |
| Año  | Femenino   | Masculino  | Total      | Distinto sexo | Total | % mismo sexo |
| ---- | ---------- | ---------- | ---------- | ------------- | ----- | ------------ |
| 2016 | 20         | 22         | 42         | 8113          | 8155  | 0,52%        |
| 2017 | 35         | 38         | 73         | 8132          | 8205  | 0,89%        |
| 2018 | 90         | 54         | 144        | 7691          | 7835  | 1,84%        |
| 2019 | 74         | 47         | 121        | 7211          | 7332  | 1,65%        |
| 2020 | 76         | 47         | 123        | 5929          | 6052  | 2,03%        |
| 2021 | 88         | 62         | 150        | 6960          | 7110  | 2,11%        |

## Opinión pública
Una encuesta de opinión de 2017 realizada por Gabinete de Comunicación Estratégica encontró que el 51% de los residentes de Morelos apoyaba el matrimonio entre personas del mismo sexo, mientras que el 45% se oponía.
Según una encuesta de 2018 del Instituto Nacional de Estadística y Geografía, el 38,5% del público morelense se oponía al matrimonio entre personas del mismo sexo.